# Volkswagen LT
Il Volkswagen LT è stato un veicolo commerciale leggero prodotto da Volkswagen (commercializzato da Volkswagen Veicoli Commerciali a partire dal 1996) dal 1975 al 2006. Sono state prodotte due generazioni.

## Prima generazione (Typ28/Typ21)

### Storia

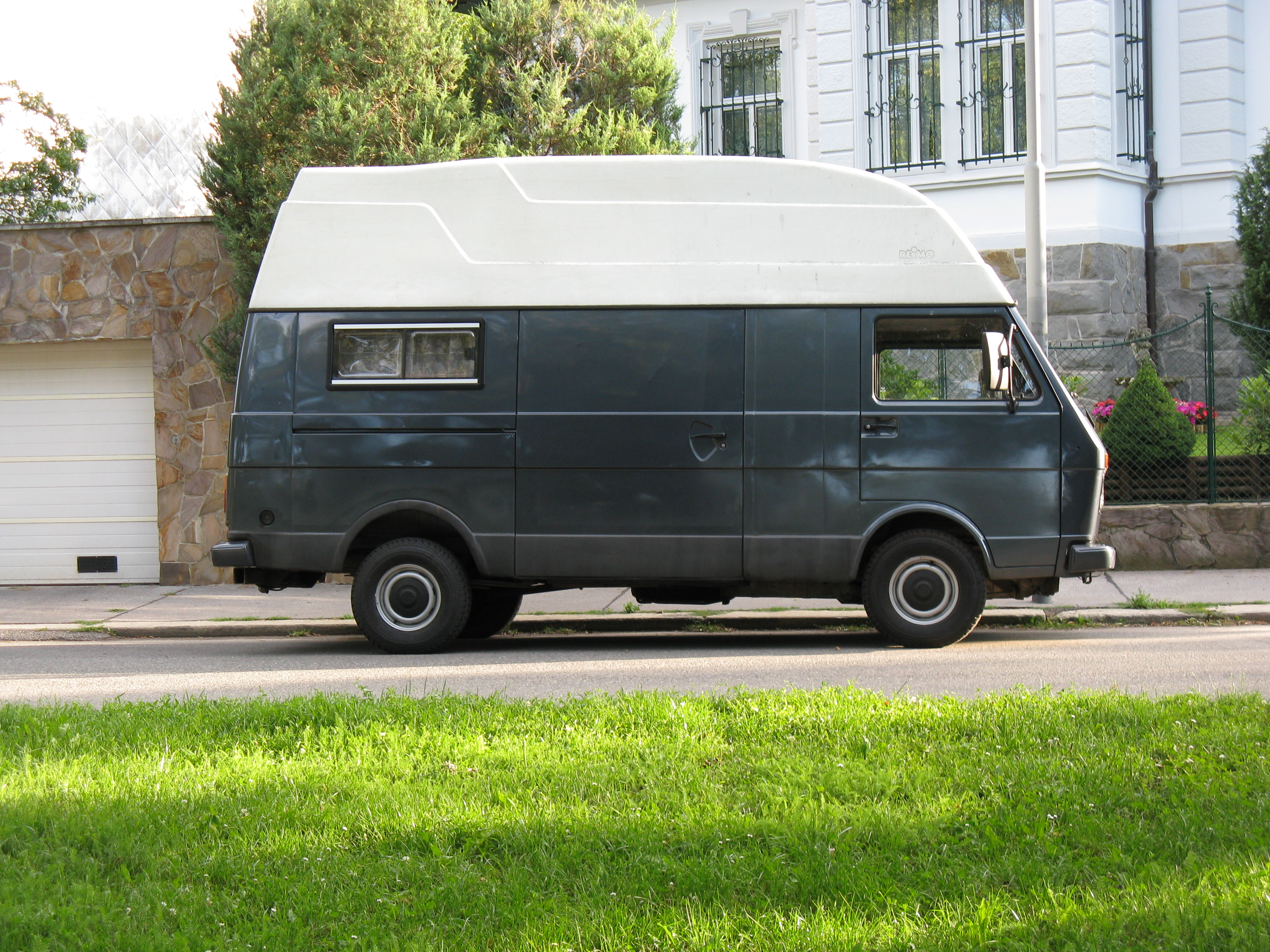
LT 35e LWB con tetto alto personalizzato

Volkswagen introdusse il veicolo Type 2 nel 1950, sviluppandone la versione commerciale leggera per i mercati tedesco ed europeo. Il nome "Kombi" (utilizzato in Brasile per vendere il Type 2) è poi stato utilizzato per descrivere un intero segmento di veicoli commerciali leggeri. Nel 1968 venne commercializzata la seconda generazione del Type 2 (abbreviato in T2), anch'essa limitata nella capacità di carico dalla piattaforma a motore posteriore. 

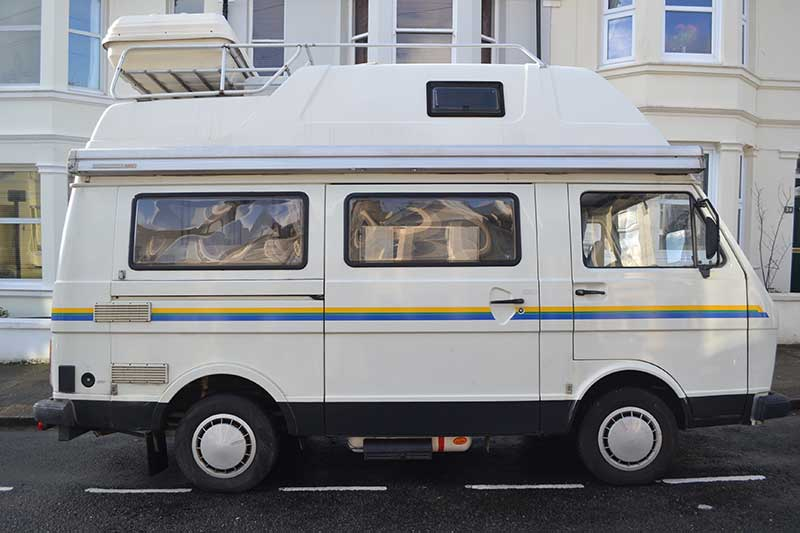
Volkswagen LT Mk 1 Westfalia versione camper (1989-93)

### Design
Si decise pertanto di aggiungere un nuovo modello più grande, con disposizione convenzionale della trazione posteriore e con il motore collocato sopra all'assale anteriore; i pesi totali andavano da 2,8 t a 3,5 t.

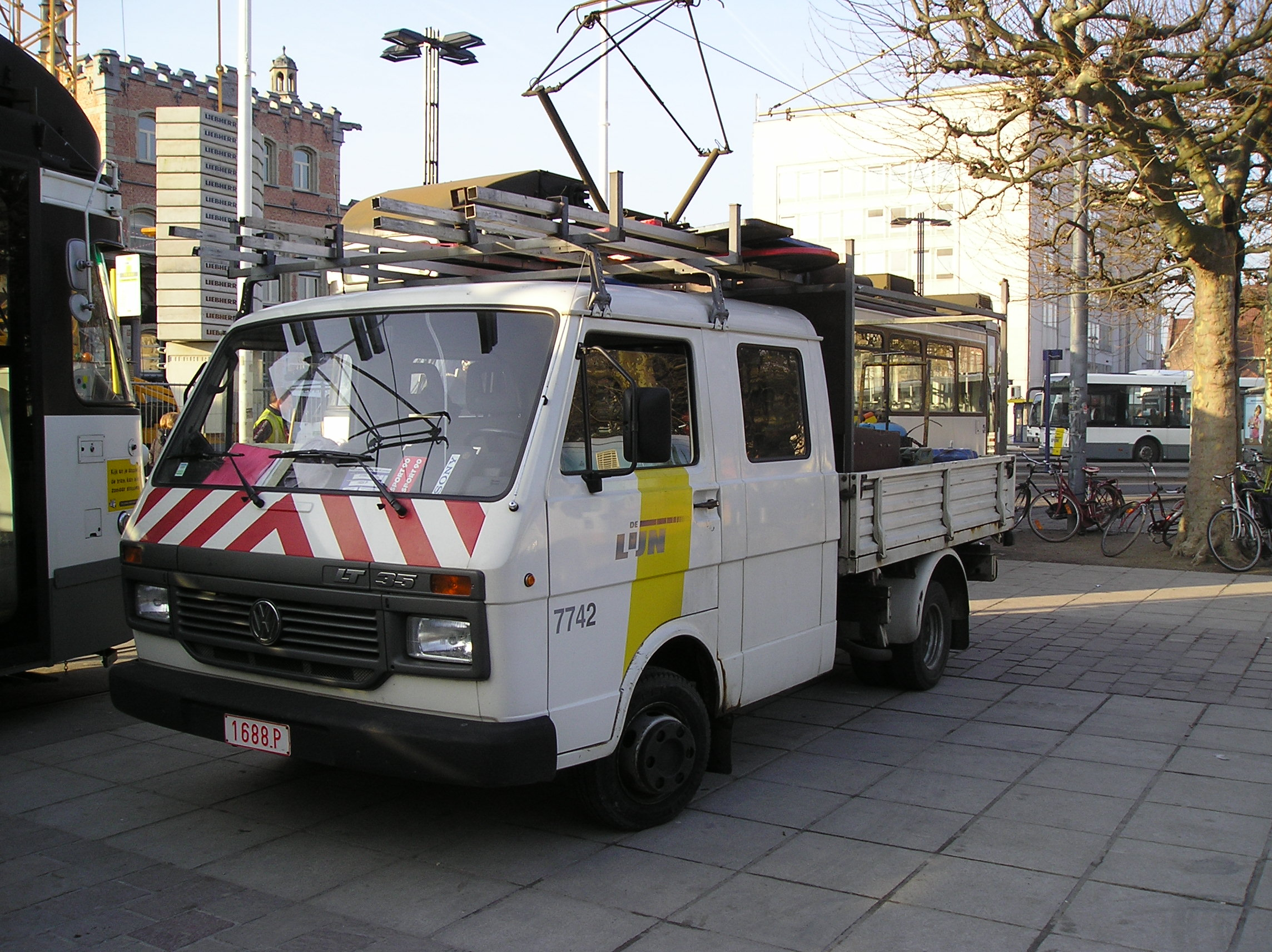
LT prima generazione dopo il restyling del 1993

Il nuovo furgone Volkswagen è stato lanciato nel 1975 a Berlino. Il nome è LT (Lasten-Transporter), con tre opzioni di portata (LT 28, LT 31, LT 35), due misure di passo, due possibili altezze sul tetto e versioni furgone o cabinato.
Il moderno design a cabina avanzata consentiva un elevato rapporto tra spazio e ingombro, grazie anche alla larghezza complessiva di 2,085 metri. Il furgone compatto, con poco più di quattro metri e mezzo di lunghezza offriva una lunghezza di carico interna di oltre tre metri e un'area di carico di circa 5,5 metri quadrati. Le sospensioni anteriori erano a ruote indipendenti.
Il motore a benzina, 4 cilindri in linea 2 litri da 55 kW, derivava da quello utilizzato dall'Audi 100. Quello a gasolio, con lo stesso frazionamento, disponibile dal 1976, era un Perkins di 2,7 litri e 48 kW; questo motore fu sostituito nel 1976 da una versione a sei cilindri del Diesel della Volkswagen Golf: il motore originale quattro cilindri 1,6 litri divenne il D24 2,4 l a sei cilindri (DW), con una potenza di 55 kW (75 CV), che fu utilizzato anche in diverse autovetture Volvo.

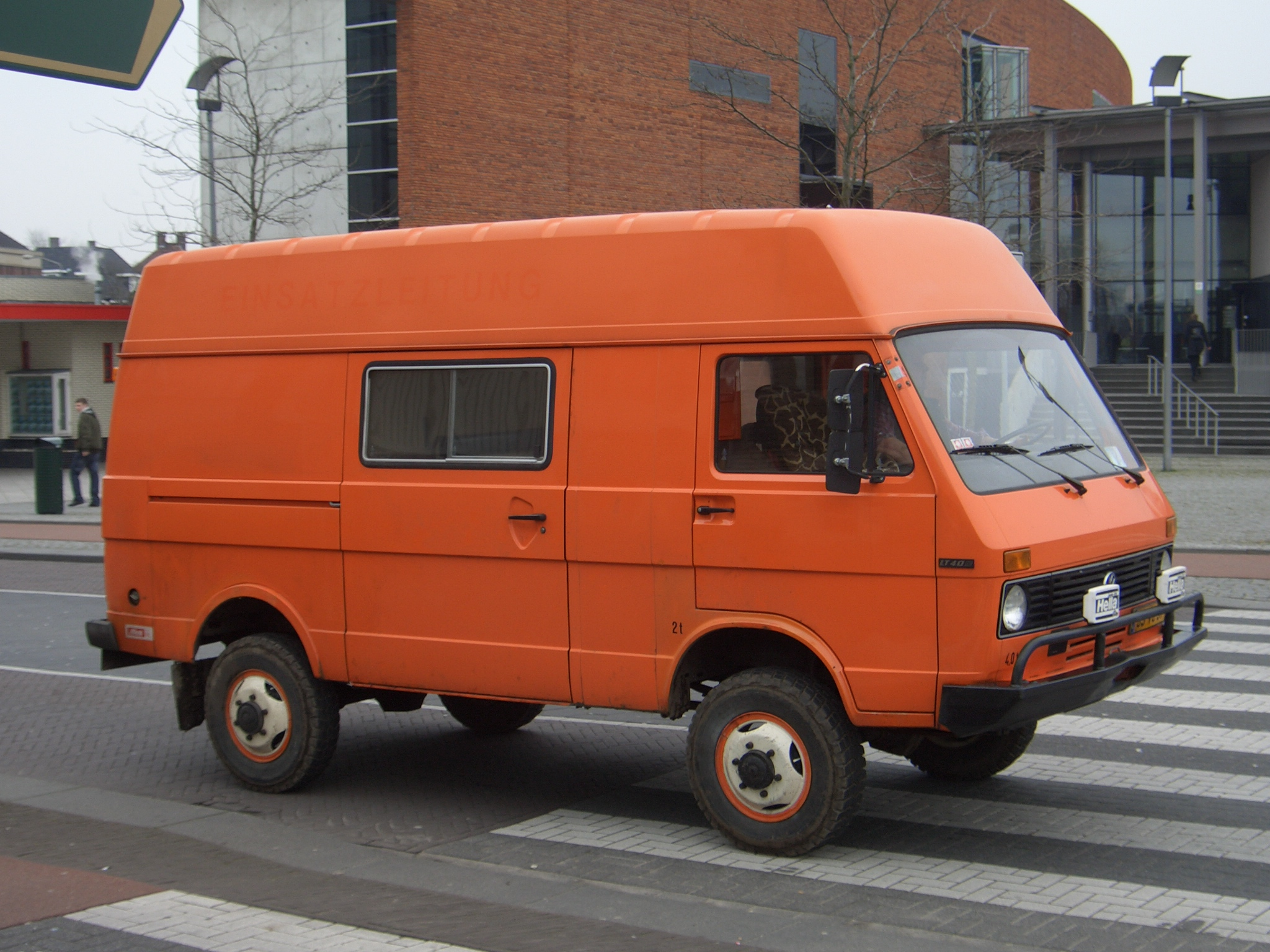
LT 40D Sülzer 4x4 del 1980

### Aggiornamenti
Il primo restyling, nel 1983, ha modificato gli interni e il cofano anteriore; inoltre sono stati introdotti i motori turbodiesel DV e benzina a 6 cilindri in linea, nonché una terza misura di passo. Tutti i motori erano ora montati in modo da avere un vano motore più piatto e spostato ulteriormente verso la parte posteriore per avere più spazio per un terzo posto nella cabina.

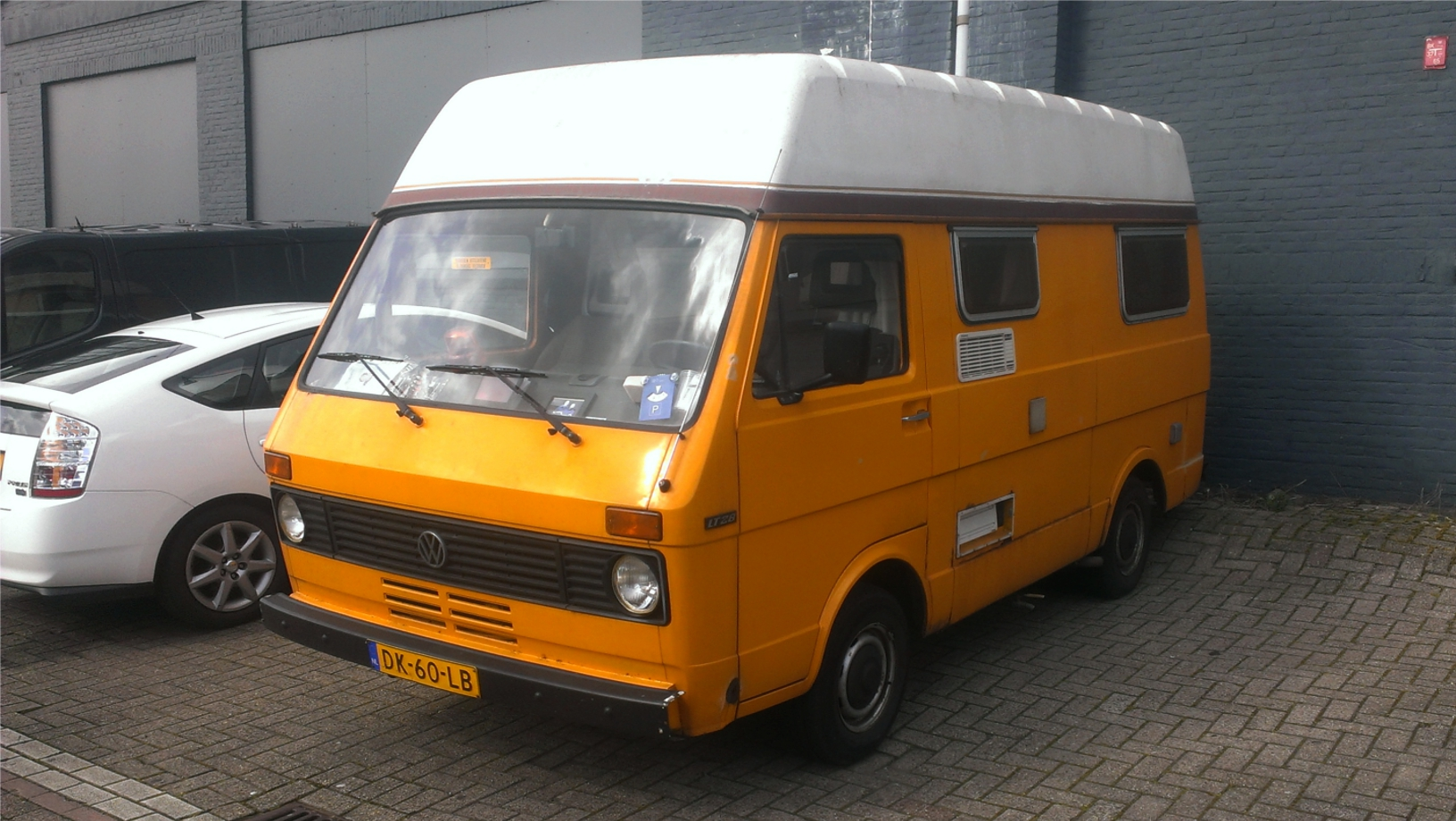
Volkswagen LT 28 in versione camper

Due anni più tardi, Volkswagen ha reso disponibile la versione a portata maggiorata a 5,6 t con il nome di LT 55. Era disponibile anche con ruote posteriori singole, consentendo maggior spazio tra i passaruota posteriori all'interno del piano di carico.
Il successivo restyling nel 1986 ha cambiato i fari rotondi con quelli rettangolari e altri dettagli.
Nella primavera del 1993 ci fu un ulteriore cambiamento estetico, con nuovi elementi di plastica introdotti nella griglia del radiatore e nelle luci posteriori. I motori Diesel sono stati rimpiazzati da una versione più moderna: il DW e il DV sono stati sostituiti rispettivamente dai motori ACT e ACL intercooler. Infine, la copertura del motore è stata rimpiazzata da una nuova versione che aveva un'apertura nella parte anteriore che permetteva di controllare il liquido di raffreddamento senza dover aprire l'intero coperchio del motore. 

### Altre versioni e allestimenti
La versione camper è stata prodotta con diverse opzioni di carrozzeria e di montaggio. La larghezza del veicolo ha permesso di disporre i letti trasversalmente. Approvati da Volkswagen erano disponibili prodotti da Westfalia (come i modelli Sven Hedin e il successivo Florida) e Karmann (che ha prodotto oltre 3.000 motorcaravan Karmann LT Distance Wide).
La cabina della prima generazione del LT è stata utilizzata anche per l'autocarro "Serie G", frutto di una collaborazione tra Volkswagen e MAN AG, con pesi totali compresi tra 6 e 10 t, costruito dal 1979 fino al 1993. Anche lo stabilimento brasiliano Volkswagen di Resende l'ha utilizzata per camion con pesi tra 7 e 35 tonnellate, anche dopo il lancio del nuovo Volkswagen Constellation nel 2006. Il Volkswagen Titan è riuscito a vincere la Coppa Europa nella Super Truck Race.
Verso la fine degli anni ottanta, i Volkswagen LT e i MAN-VW G costruiti in Germania furono venduti in Spagna rimarchiati come Pegaso Ekus, mentre le unità costruite in Brasile furono commercializzate negli Stati Uniti come Peterbilt Midrangers.

Dal 1985 era disponibile con trazione integrale attivabile dalla cabina (il cruscotto prevedeva fin dal 1983 la predisposizione per le spie dei 3 differenziali, di cui l'anteriore solo opzionale fino al 1991). La prima versione sviluppata da Sülzer si basava sulla versione LT40 o LT45 a passo lungo e motori a 6 cilindri, principalmente Diesel, con ruote singole sull'asse posteriore e altre modifiche a telaio (rialzato) e assali. Nel 1985 la Volkswagen ha rilevato la produzione e introdotto i motori da 2,4 L e sei cilindri in linea Diesel. Nel 1991 il motore Diesel aspirato fu abbandonato in quanto non aveva abbastanza potenza per la trasmissione 4x4, e comunque la maggior parte degli LT a trazione integrale erano equipaggiati con i motori benzina da 6 cilindri e 90 CV o con i più potenti turbodiesel da 6 cilindri e 102 CV. Steyr-Puch in Austria costruì il Noriker su base VW LT, ma ne furono prodotti un numero limitato. La produzione di LT a trazione integrale è stata complessivamente di soli 1250 esemplari.

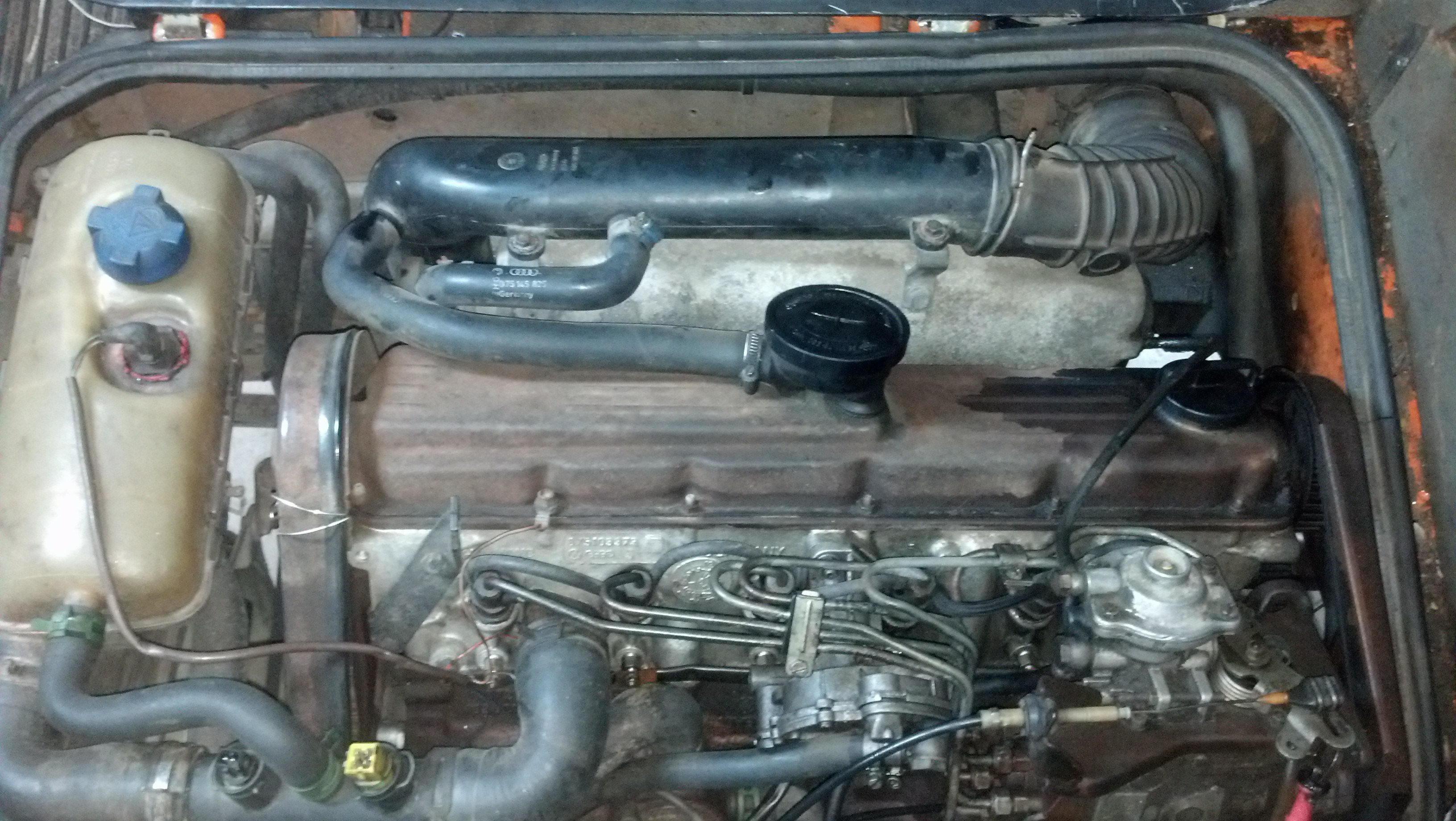
Il motore di un Volkswagen LT DV

### CodiciTyp

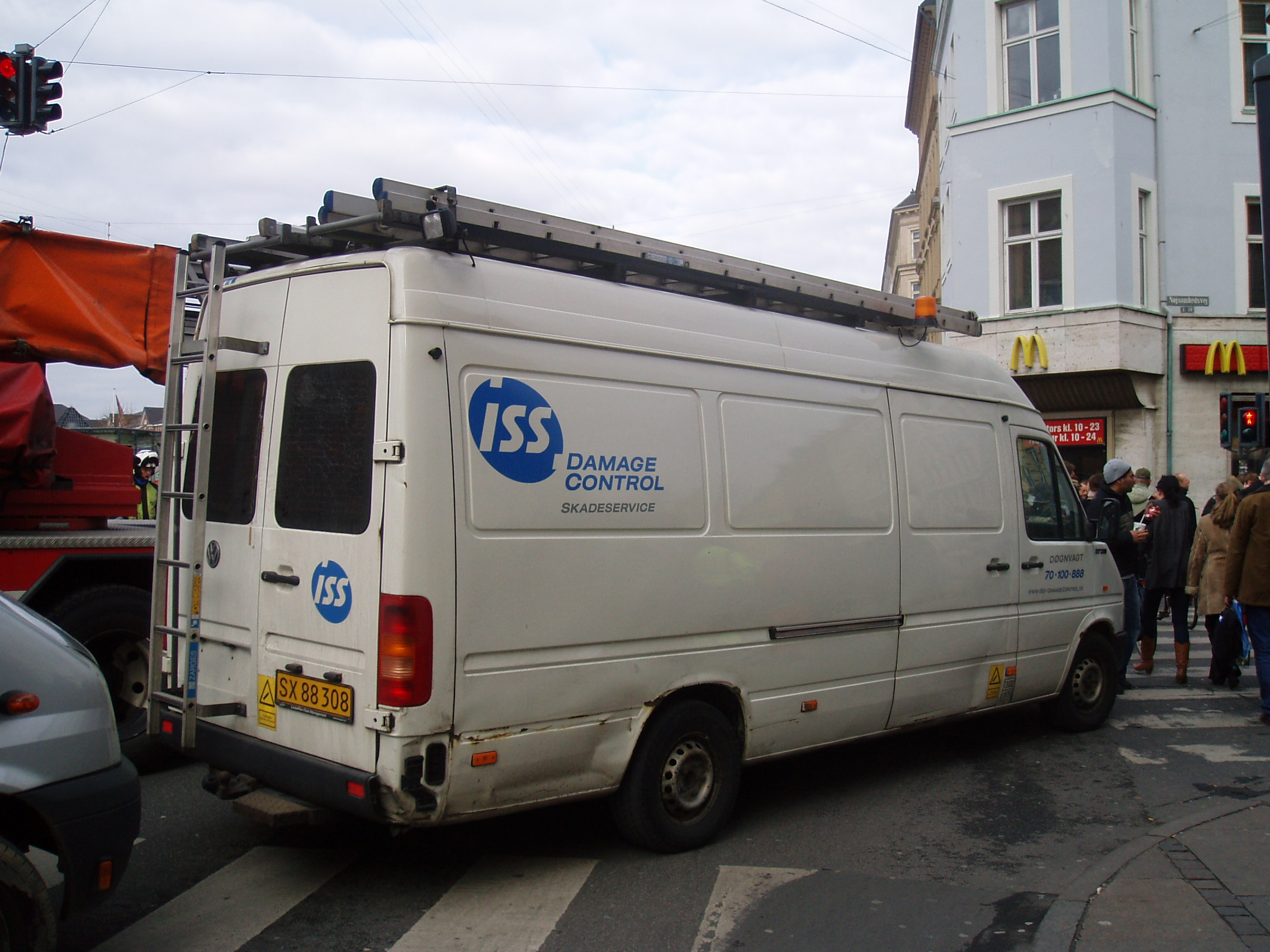
LT seconda generezione retro

I "codici Typ" Volkswagen della prima generazione dell'LT sono:
- Typ 28 — da aprile 1975 a luglio 1991
- Typ 21 — da agosto 1991 a dicembre 1995
- Typ 29 — (4x4) dal 1984 al 1989

L'ultimo esemplare dell'LT è stato prodotto nel 1996. In 21 anni, sono stati assemblati poco meno di 500.000 veicoli.

### Motori
| Benzina     |        |                  |                                         |                                  |                                 |                                   |
| Modello     | Motore | Cilindrata (cm³) | Alimentazione                           | Potenza max                      | Coppia max                      | Codice/Anni prod                  |
| 2.0         | I4     | 1.984            | carburatori                             | 52 kW (71 PS; 70 bhp) @ 4300 rpm | 132 N·m (97 lbf·ft) @ 2400      | CL: 05/76-11/82                   |
| 2.0         | I4     | 1.984            | carburatori                             | 55 kW (75 PS; 74 bhp) @ 4300 rpm | 152 N⋅m (112 ft⋅lbf) @ 2400     | CH: 04/75-11/82                   |
| 2.4         | I6     | 2.383            | carburatori                             | 66 kW (90 PS; 89 bhp)            | -                               | DL: 08/82-07/92                   |
| 2.4         | I6     | 2.383            | iniezione                               | 69 kW (94 PS; 93 bhp)            | -                               | 1E: 08/88-12/95                   |
| Diesel      |        |                  |                                         |                                  |                                 |                                   |
| Modello     | Motore | Cilindrata (cm³) | Alimentazione                           | Potenza max                      | Coppia max                      | Codice/Anni prod                  |
| 2.7 Perkins | I4     | 2.702            | iniezione indiretta                     | 48 kW (65 PS; 64 bhp)            | -                               | CG: 01/76-11/82                   |
| 2.4 D24     | I6     | 2.383            | iniezione indiretta                     | 55 kW (75 PS; 74 bhp) @ 4000 rpm | 155 N⋅m (114 ft⋅lbf) @ 2800 rpm | CP: 08/78-11/82, DW: 12/82-07/92  |
| 2.4 D24     | I6     | 2.383            | iniezione indiretta                     | 51 kW (69 PS; 68 bhp)            | -                               | 1S: 08/88-07/92, ACT: 08/92-12/95 |
| 2.4 D24T    | I6     | 2.383            | iniezione indiretta, turbo              | 68 kW (92 PS; 91 bhp)            | -                               | 1G: 08/88-07/89                   |
| 2.4 D24T    | I6     | 2.383            | iniezione indiretta, turbo              | 75 kW (102 PS; 101 bhp)          | 195 N⋅m (144 ft⋅lbf)            | DV: 12/82-07/92                   |
| 2.4 D24TIC  | I6     | 2.383            | iniezione indiretta, turbo, intercooler | 70 kW (95 PS; 94 bhp) @ 4000 rpm | 220 N⋅m (162 ft⋅lbf)            | ACL: 08/91-12/95                  |

## Seconda generazione (Typ2D)

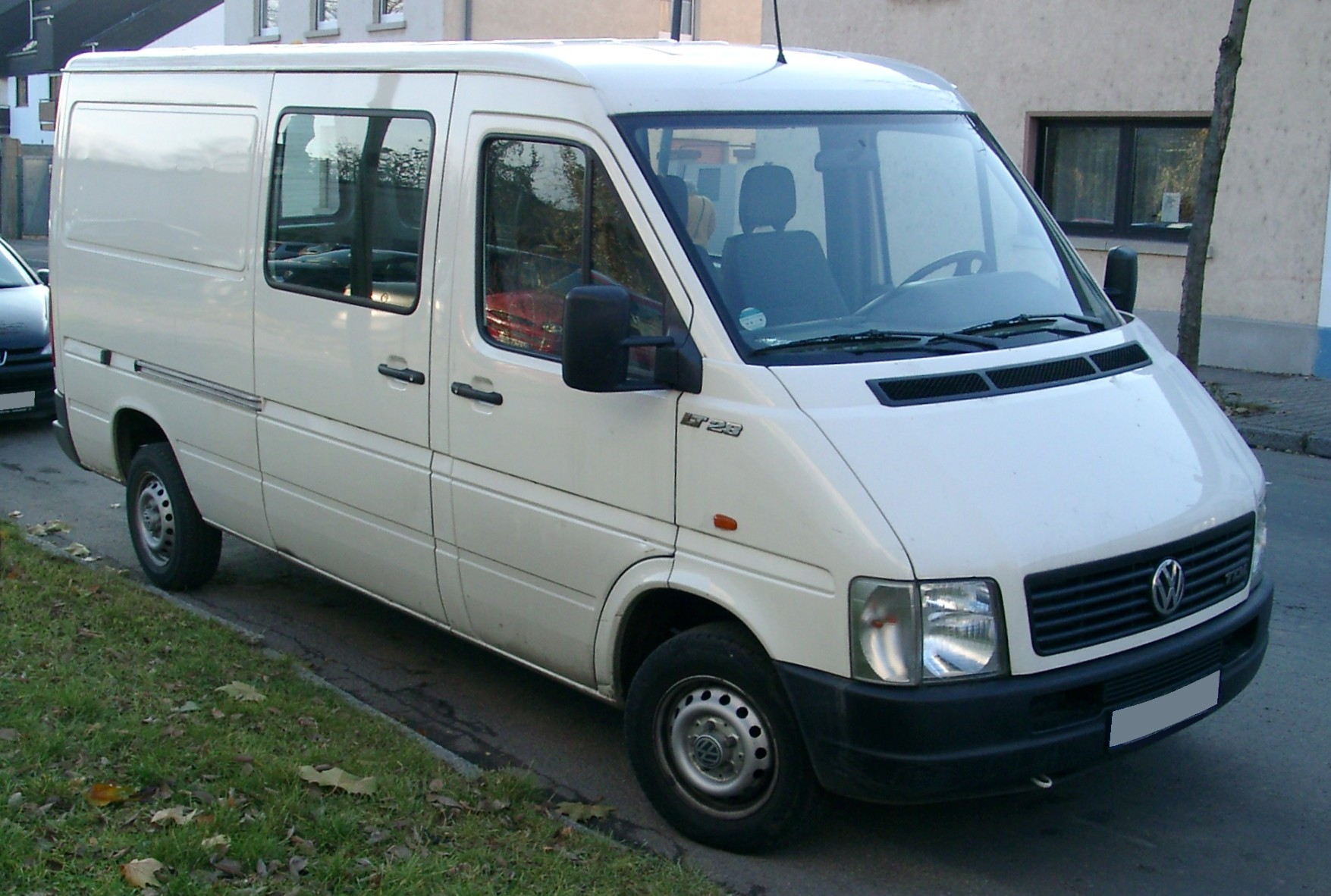
Volkswagen LT 28 seconda generazione

### Storia
Nel 1996, una joint venture tra Volkswagen e Mercedes-Benz generò la seconda generazione dell'LT. La versione Volkswagen condivideva la scocca del corpo con il Mercedes-Benz Sprinter, mentre motori e trasmissioni erano specifici.
Il nuovo modello prevede il motore montato longitudinalmente sotto un cofano corto e con trazione posteriore, adottando caratteristiche costruttive standard per i veicoli più grandi. Comprendeva anche motori Diesel a iniezione diretta, un facile accesso alla cabina del conducente dietro l'assale anteriore e un ampio spazio tra il guidatore e il sedile del passeggero.
La gamma ora andava da 2,6 a 4,6 tonnellate di peso totale, con tre opzioni d'interasse. Era disponibile su ordinazione speciale persino una versione XLT snodata.
I motori a 5 cilindri e 2,5 litri disponibili inizialmente (anche aspirati), furono sostituiti dai  4 cilindri da 2,8 L.

### CodiciTyp
I "codici Typ" Volkswagen della seconda generazione dell'LT sono:
- Typ 2D — da maggio 1996 a luglio 2006

### Motori
| Benzina    |        |                  |         |                                     |                                      |                      |
| Modello    | Motore | Cilindrata (cm³) | Valvole | Potenza max                         | Coppia max                           | Codice/Anni prod     |
| 2.3        | I4     | 2.295            | 16      | 105 kW (143 PS; 141 bhp) @ 5000 rpm | 210 N⋅m (155 ft⋅lbf) @ 4000          | AGL: 05/96-11/01     |
| Diesel     |        |                  |         |                                     |                                      |                      |
| Modello    | Motore | Cilindrata (cm³) | Valvole | Potenza                             | Coppia                               | Codice/Anni prod     |
| 2.5 SDI    | I5     | 2.461            | 10      | 55 kW (75 PS; 74 bhp) @ 3800 rpm    | 160 N⋅m (118 ft⋅lbf) @ 2000-2400 rpm | AGX: 05/96-04/01     |
| 2.5 TDI    | I5     | 2.461            | 10      | 61 kW (83 PS; 82 bhp) @ 3500 rpm    | 200 N⋅m (148 ft⋅lbf) @ 1500-2500 rpm | BBE: 05/01-07/06     |
| 2.5 TDI    | I5     | 2.461            | 10      | 66 kW (90 PS; 89 bhp) @ 3500 rpm    | 220 N⋅m (162 ft⋅lbf) @ 1800 rpm      | APA: 05/99-04/01     |
| 2.5 TDI    | I5     | 2.461            | 10      | 70 kW (95 PS; 94 bhp) @ 3500 rpm    | 240 N⋅m (177 ft⋅lbf) @ 2200-2500 rpm | BBF: 05/01-07/06     |
| 2.5 TDI    | I5     | 2.461            | 10      | 75 kW (102 PS; 101 bhp) @ 3500 rpm  | 250 N⋅m (184 ft⋅lbf) @ 1900-2300 rpm | AHD: 05/96-05/99     |
| 2.5 TDI    | I5     | 2.461            | 10      | 80 kW (110 PS; 110 bhp) @ 3500 rpm  | 280 N⋅m (207 ft⋅lbf) @ 1900-2500 rpm | ANJ/AVR: 06/99-07/06 |
| 2.8 TDI    | I4     | 2.799            | 12      | 92 kW (125 PS; 123 bhp) @ 3500 rpm  | 280 N⋅m (207 ft⋅lbf) @ 2300 rpm      | AGK: 07/97-12/98     |
| 2.8 TDI    | I4     | 2.799            | 12      | 96 kW (131 PS; 129 bhp) @ 3500 rpm  | 300 N⋅m (221 ft⋅lbf) @ 2000-2500 rpm | ATA: 01/99-01/02     |
| 2.8 TDI CR | I4     | 2.799            | 12      | 116 kW (158 PS; 156 bhp) @ 3500 rpm | 331 N⋅m (244 ft⋅lbf) @ 1800 rpm      | AUH/NCQ: 02/02-07/06 |

### Fine produzione
La produzione terminò nel settembre del 2006, dopo 350.000 esemplari prodotti in più di nove anni, sostituito nello stesso anno dal Volkswagen Crafter, anch'esso sviluppato con Mercedes Benz.